# جورج كرم
جورج كرم هو ملحن لبناني لحّن لإليسا ولمغنين آخرين.

## النشأة والمسيرة
لحن جورج كرم عديد الألحان لعدة مغنين من أبرزهم دارين حدشيتي التي لحن لها أغنيتي «راسك على راسي» و«خدني وروح». ولحن كذلك لإليسا.

## ألحانه
- خدني وروح، دارين حدشيتي
- واخرتها معاك، إليسا
- تعا، إليسا، جورج كرم